# Presidente do Governo da Espanha
O Presidente do Governo do Reino da Espanha (em espanhol: Presidente del Gobierno de España) é o chefe de governo do Reino de Espanha. Como cargo mais alto do poder executivo do país, o Presidente do Governo atua em nome do monarca espanhol, coordenando estrategicamente o Conselho de Ministros e reportando-se às Cortes Gerais, entre outras funções. O cargo, tal como se encontra atualmente, foi estabelecido em 1978, sucedendo ao fim do regime de Francisco Franco e o retorno da Espanha ao sistema monárquico. Embora a nível internacional seja considerado equivalente a outras denominações, como primeiro-ministro ou chanceler, as funções não são necessariamente as mesmas. Na Espanha, o presidente do Governo não é primus inter pares (primeiro entre iguais) — caso do primeiro-ministro do Reino Unido — mas um verdadeiro e indiscutível chefe de governo.
O Presidente do Governo é nomeado pelo Rei de Espanha mediante o voto do Congresso dos Deputados, sendo este processo conhecido como "investidura parlamentar" — uma espécie de eleições indiretas. O mandato do presidente de governo não é delimitado pela Constituição espanhola, porém a eleição para este cargo depende diretamente das eleições parlamentares, que ocorrem a cada quatro anos.
Pedro Sánchez, do Partido Socialista Operário Espanhol, é o atual Presidente de Governo da Espanha desde 02 de junho de 2018, quando foi designado para tal cargo pelo rei Felipe VI. Sánchez sucedeu a Mariano Rajoy, após a moção de censura ao seu governo em 2018.

## Atribuições
As atribuições do Presidente de Governo da Espanha estão contidas no Título IV da Constituição espanhola de 1978, que versa sobre a "Administração Pública". Neste artigo, a Constituição coloca o Conselho de Ministros como mais alta instância do Governo espanhol. Suas funções básicas são a condução da política pública e a defesa da Nação "em nome do Rei e do povo espanhol". O Presidente do Governo da Espanha tem como atribuições:
- Dirigir as ações do Governo;
- Elabora o plano anual de governo;
- Eleger o Conselho de Ministros, que atuará especializadamente em cada área administrativa;
- Coordenar as funções do Conselho de Ministros;
- Representar o Monarca perante os ministros;
- Reportar a situação do país às Cortes Gerais;
- Assinar tratados, decretos e acordos de âmbito internacional.

## Eleição
Uma vez decretadas eleições gerais pelo Rei de Espanha, os partidos políticos que pretendem disputar as eleições oficializam a candidatura de seus respectivos candidatos. O presidente de Governo incumbente que não concorrer para mais um mandato, permanece no cargo até a data de investidura do presidente-eleito. Após o processo de eleições, o Rei reúne-se com as lideranças políticas representadas nas Cortes Gerais e consulta o presidente do Congresso dos Deputados antes de designar oficialmente o candidato eleito para o cargo de Presidente do Governo. Considera-se o início do mandato de um Presidente do Governo após sua investidura perante as Cortes Gerais.

## Lista de Presidentes do Governo (1976–atualmente)
| Imagem | Imagem                  | Presidente do Governo                  | Mandato                | Mandato                | Partido                     | Ministério(s)              | Monarca (Reinado)       |
| ------ | ----------------------- | -------------------------------------- | ---------------------- | ---------------------- | --------------------------- | -------------------------- | ----------------------- |
| 1      | Presidente Suárez       | Adolfo Suárez (1932-2014)              | 3 de julho de 1976     | 22 de agosto de 1981   | União de Centro Democrático | Suárez I (1976-1977)       | Juan Carlos (1975—2014) |
| 1      | Presidente Suárez       | Adolfo Suárez (1932-2014)              | 3 de julho de 1976     | 22 de agosto de 1981   | União de Centro Democrático | Suárez II (1977-1979)      | Juan Carlos (1975—2014) |
| 1      | Presidente Suárez       | Adolfo Suárez (1932-2014)              | 3 de julho de 1976     | 22 de agosto de 1981   | União de Centro Democrático | Suárez III (1979-1981)     | Juan Carlos (1975—2014) |
| 2      | Presidente Calvo-Sotelo | Leopoldo Calvo-Sotelo (1926-2008)      | 22 de agosto de 1981   | 2 de dezembro de 1982  | União de Centro Democrático | Calvo-Sotelo I (1981–1982) | Juan Carlos (1975—2014) |
| 3      | Presidente González     | Felipe González (n. 1942)              | 2 de dezembro de 1982  | 4 de maio de 1996      | Socialista Operário         | González I (1982–1986)     | Juan Carlos (1975—2014) |
| 3      | Presidente González     | Felipe González (n. 1942)              | 2 de dezembro de 1982  | 4 de maio de 1996      | Socialista Operário         | González II (1986–1989)    | Juan Carlos (1975—2014) |
| 3      | Presidente González     | Felipe González (n. 1942)              | 2 de dezembro de 1982  | 4 de maio de 1996      | Socialista Operário         | González III (1989–1993)   | Juan Carlos (1975—2014) |
| 3      | Presidente González     | Felipe González (n. 1942)              | 2 de dezembro de 1982  | 4 de maio de 1996      | Socialista Operário         | González IV (1993–1996)    | Juan Carlos (1975—2014) |
| 4      | Presidente Aznar        | José María Aznar (n. 1953)             | 4 de maio de 1996      | 17 de agosto de 2004   | Partido Popular             | Aznar I (1996-2000)        | Juan Carlos (1975—2014) |
| 4      | Presidente Aznar        | José María Aznar (n. 1953)             | 4 de maio de 1996      | 17 de agosto de 2004   | Partido Popular             | Aznar II (2000-2004)       | Juan Carlos (1975—2014) |
| 5      | Presidente Zapatero     | José Luis Rodríguez Zapatero (n. 1960) | 17 de agosto de 2004   | 21 de dezembro de 2011 | Socialista Operário         | Zapatero I (2004–2008)     | Juan Carlos (1975—2014) |
| 5      | Presidente Zapatero     | José Luis Rodríguez Zapatero (n. 1960) | 17 de agosto de 2004   | 21 de dezembro de 2011 | Socialista Operário         | Zapatero II (2008–2011)    | Juan Carlos (1975—2014) |
| 6      | Presidente Rajoy        | Mariano Rajoy (n. 1955)                | 21 de dezembro de 2011 | 2 de junho de 2018     | Partido Popular             | Rajoy I (2011–2016)        | Filipe VI (2014—)       |
| 6      | Presidente Rajoy        | Mariano Rajoy (n. 1955)                | 21 de dezembro de 2011 | 2 de junho de 2018     | Partido Popular             | Rajoy II (2016–2018)       | Filipe VI (2014—)       |
| 7      | Presidente Sánchez      | Pedro Sánchez (n. 1972)                | 2 de junho de 2018     | No cargo               | Socialista Operário         | Sánchez I (2018–2020)      | Filipe VI (2014—)       |
| 7      | Presidente Sánchez      | Pedro Sánchez (n. 1972)                | 2 de junho de 2018     | No cargo               | Socialista Operário         | Sánchez II (2020–2023)     | Filipe VI (2014—)       |
| 7      | Presidente Sánchez      | Pedro Sánchez (n. 1972)                | 2 de junho de 2018     | No cargo               | Socialista Operário         | Sánchez III (2023–)        | Filipe VI (2014—)       |